# カポゼーレ
カポゼーレ (Caposele) は、人口3,719人のイタリア共和国カンパニア州アヴェッリーノ県のコムーネの一つである。